# Devant de corsage

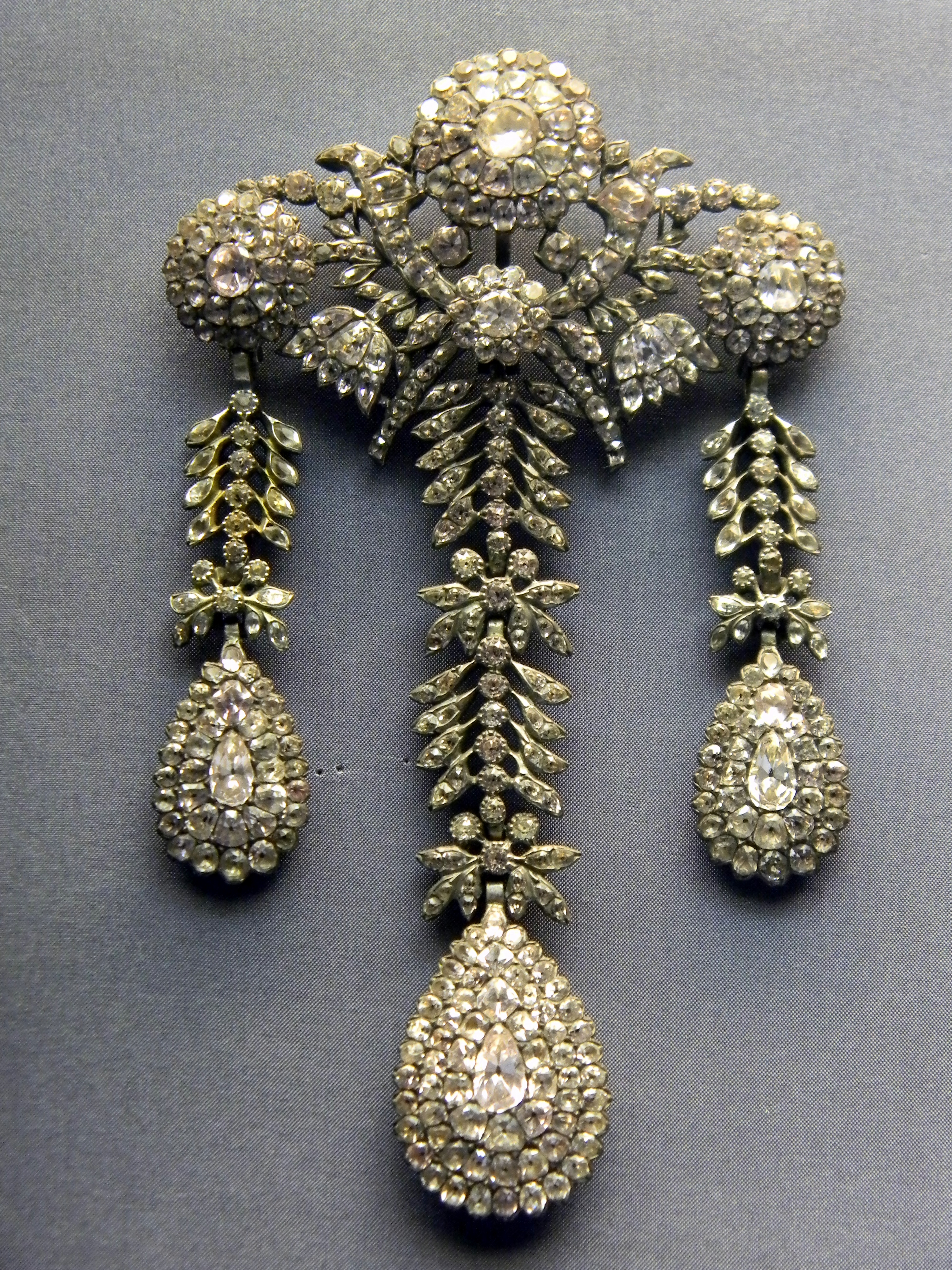

Een devant de corsage of corsagejuweel is een sieraad dat gedragen wordt op het lijfje van een galajurk of formele hofkleding. Het is een groot en de aandacht trekkend sieraad van goud, zilver of platina waarin veel edelstenen en parels zijn verwerkt. Net als de tiara was de devant de corsage bij uitstek een juweel waarmee status kon worden uitgedrukt. Het was vooral in de 18e en 19e eeuw populair.

## Beschrijving
Een devant de corsage kan uit één of uit meerdere elementen bestaan. Als het uit één element bestaat is het een zeer grote broche die wordt gedragen aan de bovenkant van het lijfje van een japon, in het midden van het decolleté. Een devant de corsage die uit meerdere delen bestaat heeft vaak de vorm van een omgekeerde driehoek: het bovenste deel breed en de andere delen steeds smaller zodat het geheel naar onderen toe spits afloopt. Het sieraad bedekt dan niet alleen het decolleté maar het hele lijfje van een japon. De verschillende delen zijn vaak ook als kleinere broches los van elkaar te dragen.
Al vanaf de Renaissance werden de lijfjes van jurken versierd met edelstenen en parels die aan de stof werden vast genaaid. De devant de corsage als 'los' sieraad werd populair in de tweede helft van de 18e eeuw en werd tot begin 20e eeuw gedragen. Ze werden vooral gedragen aan vorstelijke hoven als onderdeel van galakleding of ceremoniële kleding voor plechtige gebeurtenissen. Vanwege het gewicht kon een grote devant de corsage alleen worden gedragen als het lijfje van de japon voorzien was van een korset of op een andere manier was verstevigd. In sommige landen is een vergelijkbaar, maar simpeler, sieraad onderdeel van de klederdracht.
Een devant de corsage kan onderdeel zijn van een parure, een set van sieraden met hetzelfde ontwerp. Er horen dan bijvoorbeeld ook oorbellen of armbanden bij. Een voorbeeld van een dergelijke set is de Mellerio-parure. In de 21e eeuw wordt een antiek devant de corsage (of een van de onderdelen daarvan) nog wel eens gedragen als een broche bij een avondjurk. Het wordt dan ook wel op de schouder of aan de ceintuur bevestigd en niet meer uitsluitend in het decolleté.

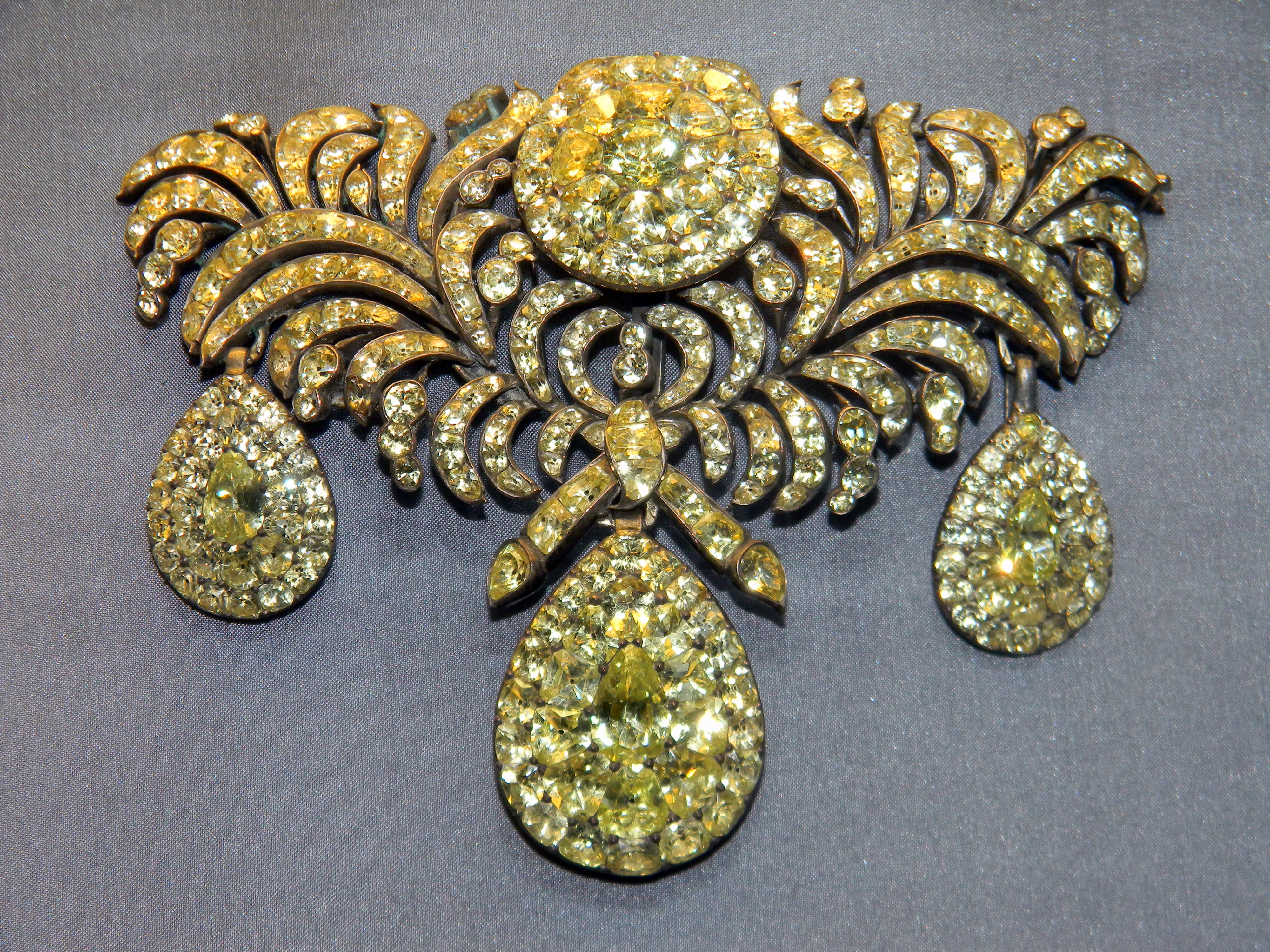
18e-eeuws devant de corsage met chrysoberillen
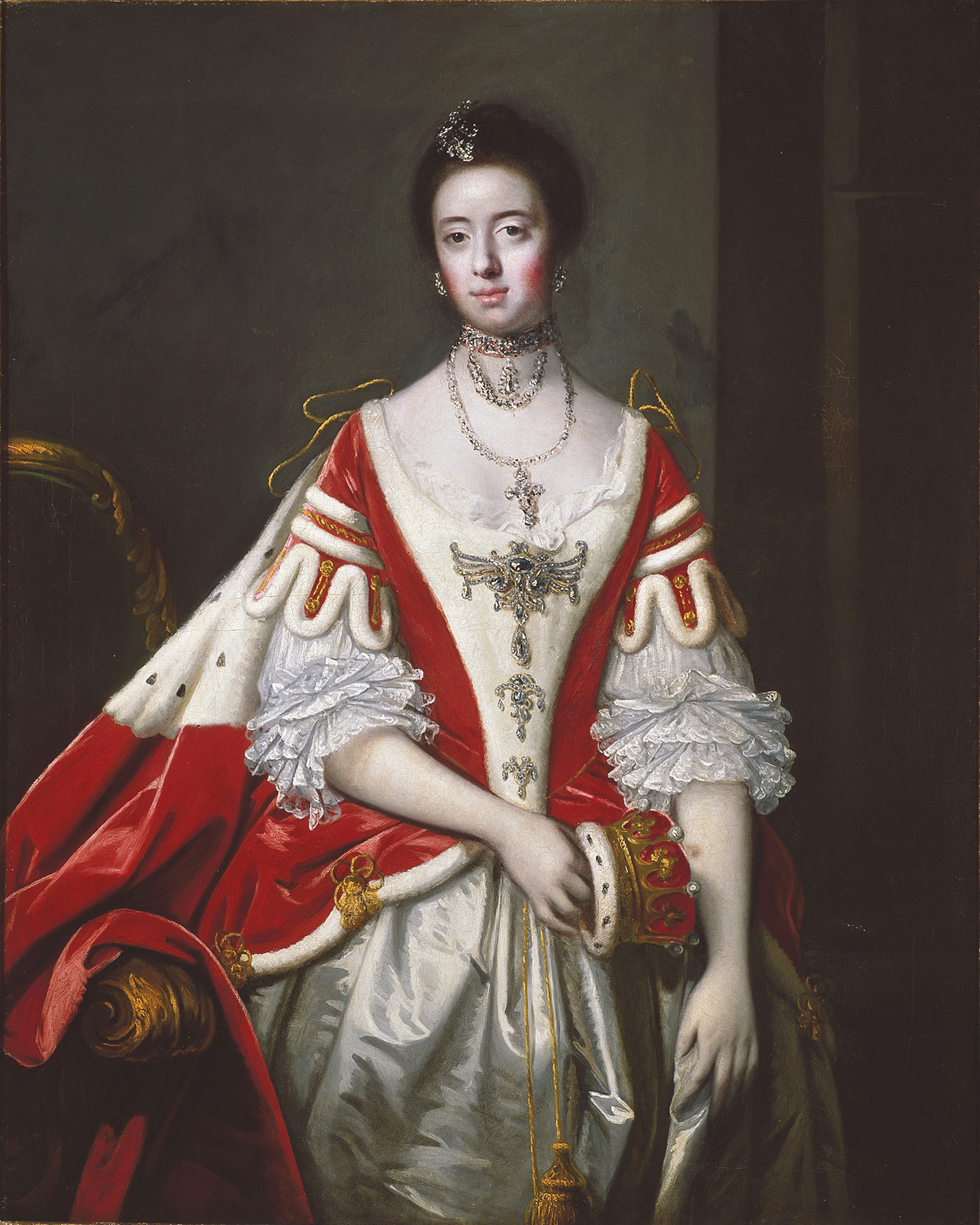
Portret van de gravin van Dartmouth (1757) door Joshua Reynolds. Zij draagt een driedelig devant de corsage op ceremoniële hofkleding.
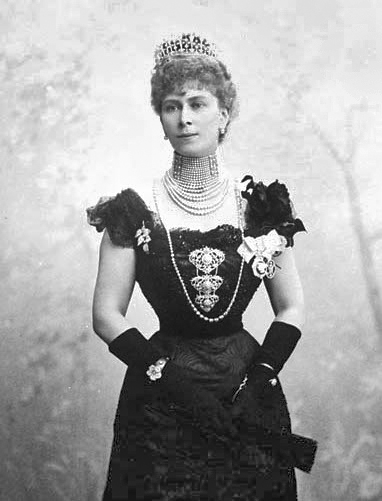
Kroonprinses (later koningin-gemaal) Mary van het Verenigd Koninkrijk in een (rouw)-avondjurk met een driedelig devant de corsage (1901).
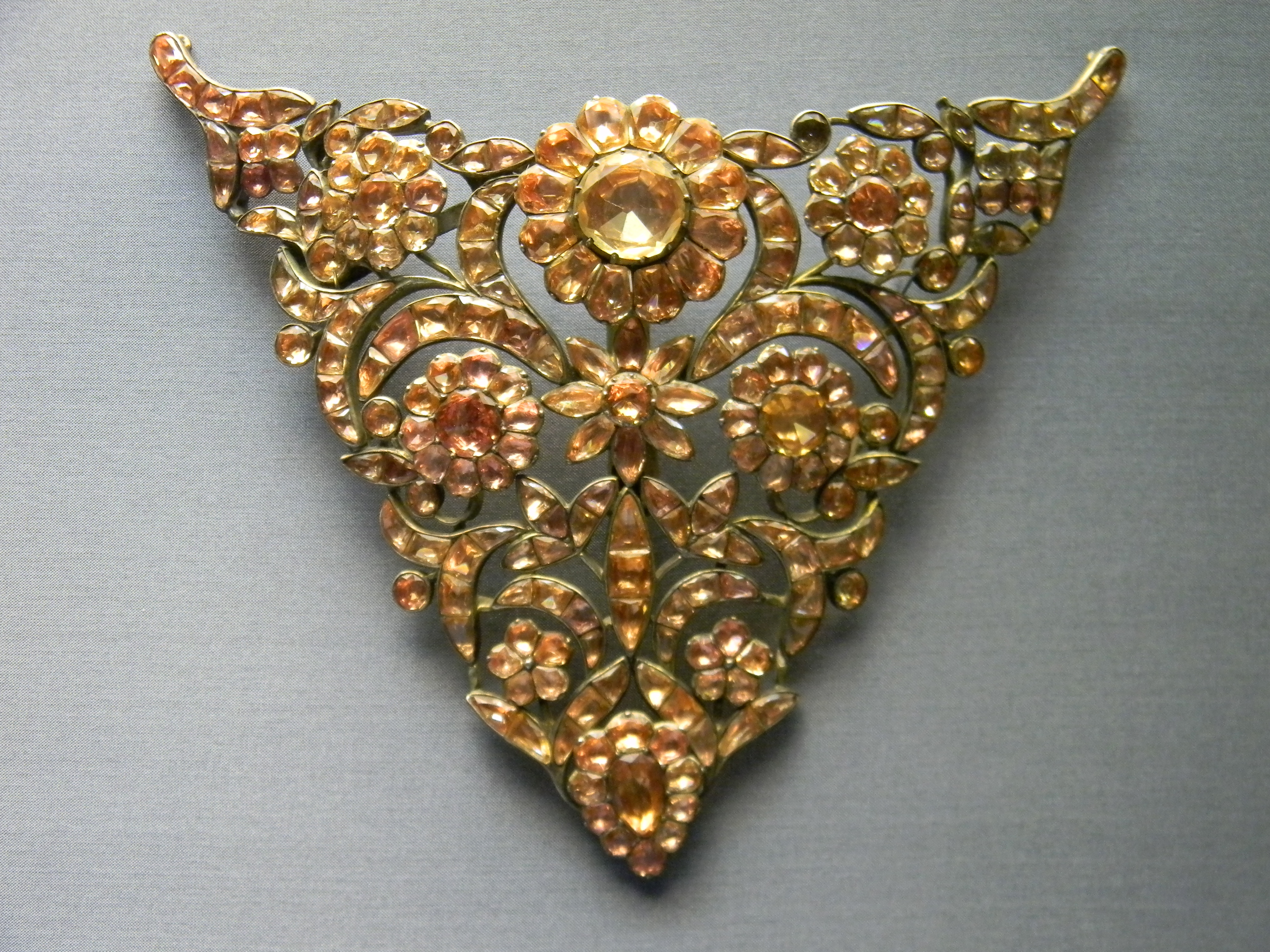
Devant de corsage met topazen - 18e eeuw